# Southerniella simplex
Southerniella simplex is een rondwormensoort uit de familie van de Diplopeltidae.